# 意大利黑手党

意大利各省黑手党勒索情况
高
中
低
无

几个世纪以来，有組織犯罪盛行于意大利（尤其是意大利南部地区），影响了意大利许多地区的社会和经济生活。意大利有许多本土黑手党式大型组织，其中最强大的是坎帕尼亚的克莫拉（Camorra）、卡拉布里亚的光榮會（'Ndrangheta）和西西里的我们的事业（Cosa Nostra）。
除了上述三大黑手党组织外，意大利还有一些成立于20世纪的其他犯罪集团，如来自普利亚的联合圣冠（Sacra Corona Unita）、福贾社（Società foggiana）和巴里克莫拉（Camorra barese），来自西西里的斯蒂达（Stidda）以及来自拉齐奥的卡萨莫尼卡家族（Clan dei Casamonica）等辛提人犯罪集团。
据估计，意大利有组织犯罪集团的收入占意大利GDP的7-9%。2009年的一份报告指出，意大利有610个黑手党势力强大的市镇，这些市镇居住着1300万意大利人，占意大利GDP的14.6%。尽管有组织犯罪盛行于意大利大部分地区，但意大利的谋杀率仅为每千人0.013起，在61个国家中排名第47。